# Jean-Michel Aulas
Jean-Michel Aulas (ur. 22 marca 1949 w  L’Arbresle) – francuski biznesmen i właściciel oraz dyrektor generalny OL Groupe. W latach 1987–2023 prezydent  Olympique'u Lyon. 
W 2021 roku został uznany przez magazyn France Football najlepszym prezydentem w historii francuskiej piłki nożnej.
Jego majątek osobisty szacowany jest na 420 mln euro w 2021 roku.

## Biografia
Jego ojciec był nauczycielem literatury w college’u André-Lassane w L’Arbresle i felietonistą dziennika Lyon Matin, redaktorem naczelnym Villefranche-sur-Saône. Jego matka była nauczycielką matematyki w tej samej szkole.
Jean-Michel Aulas studiował informatykę (BTS (fr. Brevet de technicien supérieur tj. wyższy certyfikat technika w liceum La Martiniére w Lyonie), następnie zarządzanie (wydział zarządzania i ekonomii).
Był także zawodnikiem I ligi w ASCEM Lyon (pod przewodnictwem Ange Padovaniego) i Villefranche, następnie w II lidze krajowej w klubie piłki ręcznej du Pays de l’Arbresle (HBCPA). Był również delegatem związku studenckiego UNEF w 1968, co doprowadziło go do wzięcia udziału w wydarzeniach Maja 68.
Był żonaty w latach 80. XX wieku. W 1986 roku urodził mu się syn Alexandre. Jean-Michel Aulas rozwiódł się w 1993 roku. 
Jego syn Alexandre dołączył do firmy ICMI w 2011 roku po pracy jako analityk finansowy w Apax Partners.

## Właściciel Olympique’u Lyon
Druga pasja Jeana-Michela Aulasa, piłka nożna, pojawiła się później, w 1987 roku, niejako przez przypadek.
Aulas, stały gość programu Ambitions na TF1 prezentowanego przez Bernarda Tapiego, wziął udział pewnego wieczoru w 1987 roku w imprezie zorganizowanej po emisji programu.
Obecny był dziennikarz z Le Progrès, który zapytał Bernarda Tapiego, który, jego zdaniem, mógłby wyciągnąć Olympique Lyonnais z Ligue 2.
Odpowiedź była oczywista i trafiła na pierwszą stronę lyońskiej prasy w następnym tygodniu: „Prezes Aulas OL”.
Jean-Michel Aulas zgadza się „pomagać”. 15 czerwca 1987 r. rada dyrektorów OL mianowała go prezesem zadłużonego klubu, który był bliski spadku do niższej ligi.
Piętnaście lat później Olympique Lyonnais rozpoczyna swoją historyczną serię tytułów mistrzowskich francuskiej Ligue 1 czego jeszcze żaden francuski klub nie dokonał.
W międzyczasie Jean-Michel Aulas starał się uporządkować finanse klubu, a następnie promować jego rozwój sportowy poprzez dywersyfikację źródeł dochodów. Pod jego kierownictwem Olympique Lyonnais stało się punktem odniesienia we francuskiej piłce nożnej w 2000 roku ze względu na jakość zarządzania, co sprawiło, że przeszło ze statusu MŚP do statusu notowanej na giełdzie spółki holdingowej i ochrzciło OL Groupe.
Jego krytycy zarzucają mu wizję „piłkarskiego biznesu”, w którym marka klubu jest przywiązana do działań niezwiązanych ze sportem; jego zwolennicy chwalą szczególnie pochlebny rekord, który ich zdaniem próbują bezskutecznie kopiować inni francuscy liderzy piłki nożnej.
16 maja 2007 r. Aulas został wybrany na szefa G14, związku zrzeszającego 18 najbardziej wpływowych europejskich klubów piłkarskich, kontrowersyjnego ze względu na sprzeciw wobec UEFA. W swoim pierwszym przemówieniu po wyborach powiedział, że chce rozszerzyć G14 o 40 największych klubów europejskich, jakiś czas później G14 się rozpadło.
W październiku 2007 roku został wybrany prezesem nowego stowarzyszenia FAP (Football Avenir Professionnel), którego celem jest obrona interesów niektórych klubów Ligue 1. Związek był mocno krytykowany za jego elitarny charakter przez inne kluby Ligue 1.
W kwietniu 2009 r. Jean-Michel Aulas został wybrany „Nagrodą dla osobowości biznesu sportowego dekady 1998-2008”, nagrodą zorganizowaną z inicjatywy firm reklamowych, marketingowych i medialnych dedykowaną sportowcom TNS Sport i NZ Consulting w celu nagradzania zwycięskiej strategii przedsiębiorczości na przestrzeni dekady.
We wrześniu 2010 został ponownie wybrany jako jeden z jedenastu członków Rady Dyrektorów ECA. Aulas będzie przewodniczył grupie roboczej ds. „Financial Fair Play”, reprezentując ETO w spotkaniach dotyczących dialogu społecznego z Unią Europejską oraz reprezentując FIFA na klubowym forum rozgrywek światowych.
W listopadzie 2020 r. ogłosił, że pozostanie prezydentem Olympique’u do 2030 r. lub dłużej.
W czerwcu 2021 został powołany w miejsce Noëla Le Graëta do rady dyrektorów Profesjonalnej Ligi Piłki Nożnej jako członek powołany przez komitet wykonawczy Fédération Française de Football.
8 maja 2023 po niecałych 36 latach zarządzenia Lyonem przestał pełnić funkcję prezesa francuskiego klubu.

## Osiągnięcia w Piłce Nożnej
Drużyna mężczyzn
 Olympique Lyon
- Mistrzostwa Francji w Ligue 1 (7): 2002, 2003, 2004, 2005, 2006, 2007, 2008
- Mistrzostwa Francji w Ligue 2 (1): 1989
- Coupe de France (2): 2008, 2012
- Trophée des Champions (7): 2002, 2003, 2004, 2005, 2006, 2007, 2012
- Puchar Intertoto UEFA (1): 1997
- Puchar Pokoju (1): 2007
- Puchar Eusébio (1): 2018
- Puchar Emiratów (1): 2019

Drużyna kobiet
 Olympique Lyon
- Liga Mistrzyń UEFA (8) : 2011, 2012, 2016, 2017, 2018, 2019, 2020, 2022
- Mistrzostwa Francji w Division 1 (14) : 2007, 2008, 2009, 2010, 2011, 2012, 2013, 2014, 2015, 2016, 2017, 2018, 2019, 2020
- Coupe de France féminine (9) : 2009, 2012, 2013, 2014, 2015, 2016, 2017, 2019, 2020
- Trophée des championnes (1) : 2019
- Klubowe Mistrzostwa Świata kobiet (1) : 2012
- Trofeum IFFHS dla najlepszego klubu na świecie kobiet (7) : 2012, 2015, 2016, 2017, 2018, 2019, 2020
- Międzynarodowy Puchar Mistrzów kobiet (1) : 2019
- Trophée Veolia Féminin (1) : 2020
- Puchar Valais (1) : 2014